# Pirostilpnit
Pirostilpnit – rzadki minerał z grupy siarczków. Jego nazwa w języku greckim oznacza lśniący ogniście. Dawniej znany był pod nazwą pirochrotyt.

## Charakterystyka
Pirostilpnit jest półprzezroczystym minerałem o czerwonej lub czerwonobrunatnej barwie i diamentowym połysku. Jego kryształy krystalizują w jednoskośnym układzie krystalograficznym i mają pokrój małych, cienkich i wydłużonych płytek, występujących zazwyczaj w skupieniach krzaczastych lub rozetkowych. Nierzadkie są zbliźniaczenia. Dość miękki, jego twardość w skali Mohsa wynosi 2.

## Występowanie
Występuje w niskotemperaturowych żyłach hydrotermalnych, gdzie towarzyszy pirargyrytowi. Można go znaleźć w:
- Czechach, w okolicach Přibramu;
- Niemczech, w okolicach Sankt Andreasbergu, Wolfach i Freibergu;
- Rumunii, w okolicach Baia Sprie.